# Hirnkost
Hirnkost ist ein Berliner Independent-Verlag, der 2003 – damals noch unter dem Namen Archiv der Jugendkulturen – auf Beschluss der Mitgliederversammlung des Berliner Archivs der Jugendkulturen e.V. entstand, um die Erkenntnisse der Institution zu publizieren und allgemein Wissen über Jugendkulturen und jugendliche Lebenswelten zu verbreiten. Er wird bis heute vom Archiv-Initiator und langjährigen Vorsitzenden Klaus Farin als Geschäftsführer ehrenamtlich geleitet und ist im Besitz der Gründungsmitglieder, der ebenfalls vom Archiv der Jugendkulturen gegründeten Stiftung Respekt! sowie von Autoren des Verlages.

## Programm
Der Programmschwerpunkt des Verlags liegt auf Jugend- und Subkulturen, Punk, Science Fiction sowie Flucht und Migration. Daneben veröffentlicht der Verlag auch Sachbücher, CDs, Kunst- und Satirebände und Graphic Novels. 2010 erhielt Verlagsleiter Klaus Farin den Kulturpreis der Kulturpolitischen Gesellschaft, 2020 gemeinsam mit Melanie Wylutzki und Hardy Kettlitz den Sonderpreis beim Kurd-Laßwitz-Preis für die Rettung des Science-Fiction-Jahrbuchs. 2024 konnte eine drohende Insolvenz des Verlags durch zahlreiche Spenden abgewendet werden.

## Autoren (Auswahl)
- Jürgen Bacia
- Uta Beth
- Klaus Farin
- Klaus N. Frick
- Dimitri Hegemann
- Bernhard Heinzlmaier
- Till Müller-Klug
- Claus Leggewie
- Sophie Passmann
- Rafik Schami
- Hollow Skai
- Anja Tuckermann
- Ernst Volland
- Helmut Wenske
- Ruben Wickenhäuser
- Hans Widmer

## Auszeichnungen
- 2022: Deutscher Verlagspreis[8]
- 2021: Deutscher Verlagspreis[9]